# Giovanni Braschi
Giovanni Domenico Braschi (Mercato Saraceno, 22 febbraio 1891 – Faenza, 4 gennaio 1959) è stato un avvocato e politico italiano.

## Anni giovanili
Nato in una famiglia cattolica di commercianti di legnami da Francesco Braschi e Brunilde Comandini, frequentò le scuole inferiori a Cesena e gli studi liceali a Faenza, si laureò in Giurisprudenza, nel luglio 1919, all'Università di Bologna con una tesi sul concetto di "pace perpetua" in Kant e Rousseau.

Si arruolò volontario in fanteria allo scoppio della prima guerra mondiale, ottenne il grado di tenente, fu fatto prigioniero in uno dei tentativi per conquistare il Sasso Stria nelle Dolomiti sud-orientali e rinchiuso prima in Austria e poi in Ungheria. Durante la prigionia scrisse un diario.

## Attività politica

### Regno d'Italia
Fu segretario provinciale della sede forlivese del neonato Partito popolare.

Fondò e diresse la Rivista Agricola Romagnola, fu, con Achille Grandi e Giovanni Gronchi, tra i dirigenti della Confederazione italiana dei lavoratori.

Candidato del partito al parlamento per la circoscrizione bolognese-romagnola, fu eletto nel 1921, rieletto nel 1924 e dichiarato decaduto nel 1926. Quando il partito fascista instaurò il regime, Braschi si ritirò a Forlì.

Dopo la caduta di Mussolini, Braschi si schierò subito con le forze democratiche. Fu arrestato il 2 dicembre 1943. Uscito dal carcere, si trasferì in Alta Italia, dove partecipò alla lotta antifascista nelle formazioni della neonata Democrazia Cristiana.

### Repubblica Italiana
Fu eletto consigliere comunale per la DC a Forlì. Per lo stesso partito fu eletto all'Assemblea costituente, dove lavorò nella Terza commissione all'esame dei disegni di legge. Dal 6 febbraio al 31 maggio 1947 è stato Sottosegretario alle Finanze e Tesoro con delega per i danni di guerra nel III Governo De Gasperi.

Nel 1948 fu nominato senatore di diritto per aver preso parte a tre legislature e perché dichiarato decaduto dal mandato nel 1926. Rimase senatore fino alla morte.

Dal 1955 al 1957 fu Ministro delle Poste e Telecomunicazioni nel I Governo Segni.

## Opere
- Non c'è prigione per lo spirito. Diario e lettere, (a cura di Gabriella Tronconi Medri), Bari, Edizione Paoline, 1973.